# Олівер Стоун
Ві́льям О́лівер Сто́ун (англ. William Oliver Stone; нар. 15 вересня 1946, Нью-Йорк, США) — американський кінорежисер, проросійський пропагандист, сценарист і продюсер художніх та «історично-документальних» фільмів.
Отримав премію «Оскар» за найкращий адаптований сценарій як сценарист «Опівнічного експреса» (1978) і сценарист римейку фільму «Обличчя зі шрамом» (1983). Став відомим як сценарист і режисер військової драми «Взвод» (1986), яка отримала премію «Оскар» за найкращу режисерську роботу та найкращий фільм. Він продовжив серіал фільмами «Народжений четвертого липня» (1989), за який отримав свій другий «Оскар» за режисерську роботу, і «Небо і земля» (1993). Інші роботи включають драму про громадянську війну в Сальвадорі «Сальвадор» (1986); фінансова драма «Волл-стріт» (1987) та її продовження «Волл-стріт: гроші не сплять» (2010); біографічний фільм Джима Моррісона «Двері» (1991); сатиричний чорний комедійний кримінальний фільм «Природжені вбивці» (1994); трилогія фільмів про американське президентство: «Джон Ф. Кеннеді. Постріли в Далласі» (1991), «Ніксон» (1995) і «Дабл ю» (2008); і Сноуден (2016).
Відомий своєю схильністю до конспірологічних теорій та прихильністю до диктаторських режимів або персональною дружбою з такими відомими тиранами та деспотами, як брати Фідель та Рауль Кастро, Уго Чавес, Ево Моралес та Володимир Путін. Він часто критикував американську зовнішню політику, яку вважає рушійною силою націоналістичних та імперіалістичних програм.

## Життєпис
Народився в заможній родині біржового маклера. Батько — американець єврейського походження, який не сповідував юдаїзм. Мати — француженка за походженням, не була римо-католичкою. Вихований у традиції християнської єпископальної церкви, але в зрілі роки перейшов до буддизму.
По закінченні коледжу вступив до Єльського університету та, не провчившись там і року, закинув навчання.
В 1967—1968 роках служив в Армії США, учасник війни у В'єтнамі, був нагороджений військовими відзнаками Бронзова Зірка та Пурпурове Серце.
У 1971 році закінчив школу кіно при Нью-Йоркському університеті, де його наставником був Мартін Скорсезе.

## Творчість

### В'єтнамська тема
Зняв трилогію про В'єтнамську війну — «Взвод» (1986), «Народжений четвертого липня» (1989) та «Небеса і земля» (1993). «Взвод» — за ствердженнями Стоуна, це переважно автобіографічний фільм, в якому він ділиться своїм власним досвідом, здобутим у військових боях. Стрічка «Народжений четвертого липня» заснована на автобіографії ветерана В'єтнамської війни Рона Ковіка, а в «Небесах і землі» Стоун представляє погляд на війну в'єтнамської дівчини, спираючись на її мемуари. За «Взвод» і «Народженого четвертого липня» Стоун був нагороджений «Оскарами» за найкращу режисерську роботу. Він також отримав «Оскар» в 1978 році за найкращий адаптований сценарій до кінострічки «Опівнічний експрес».

### Джон Ф. Кеннеді. Постріли в Далласі
У 1991 році випустив скандальний фільм «Джон Ф. Кеннеді. Постріли в Далласі», в якому зображене незалежне розслідування прокурора Нового Орлеана Джима Гаррісона вбивства Джона Кеннеді. Гаррісон стверджував, що спростував викладену в доповіді комісії Уоррена офіційну версію «чарівної кулі» і ролі «вбивці-одинака» Лі Гарві Освальда в замаху. Щобільше, Стоун вказує на причетність вищих державних посадовців і військових чинів до вбивства Кеннеді. Фільм призвів до гарячих дискусій в американському суспільстві.

### Інші режисерські роботи
У 2003 році побував на Кубі, де впродовж трьох днів спілкувався з Фіделем Кастро. Вони розмовляли про політику, Карибську кризу, особисті переконання Фіделя, Кубинську революцію, важливі події за останні 50 років і про те, яким Кастро бачить майбутнє революції. В результаті з'явилася документальна стрічка «Команданте», яка так і не вийшла в США. 2004 року Стоун зняв ще один документальний фільм про «острів свободи» — «В пошуках Фіделя». 2008 року вийшов біографічний фільм про життя та президентство Джорджа Буша-молодшого — «Дабл ю», в якому зображається його дитинство, складні стосунки з батьком, політична кар'єра та президентство аж до вторгнення в Ірак у 2003 році.
Також варті уваги режисерські роботи Олівера Стоуна «Волл-стріт», «Ніксон», «Александр», «Всесвітній торговий центр».
У грудні 2014 року заявив про свою роботу над документальною стрічкою про Віктора Януковича «Україна у вогні». Фільм був завершений у 2016 і подає конспірологічну версію про причетність ЦРУ до подій на Майдані.
У 2016—2017 роках зняв фільм «Інтерв'ю з Путіним» в якому здійснена спроба демонізації США та гуманізації Путіна.
У липні 2019 року на телеканалі «112 Україна» мала відбутися прем'єра нового документального фільму О. Стоуна «Нерозказана історія України». Через протести громадськості телепоказ було скасовано, а стрічку натомість презентовано на Ютубі. Фільм побудовано на інтерв'ю Віктора Медведчука та загалом відображає проросійську позицію щодо подій Революції Гідності й періоду президентства Петра Порошенка.
Влітку 2021 року був анонсований документальний проєкт «Казах. Історія золотої людини», присвячений Нурсултану Назарбаєву. Прем'єра картини відбулася в жовтні того ж року на Римському кінофестивалі. Стрічка отримала різку критику за підтримку культу особи казахського президента.

## Політичні погляди
Є активним прихильником теорій змов та критиком зовнішньої політики США. Підтримав засновника WikiLeaks Джуліана Ассанжа та підписав у червні 2012 року петицію на підтримку заявки Ассанж про надання політичного притулку. У серпні 2012 року разом з режисером Майклом Муром написав у «Нью-Йорк Таймс» статтю про важливість Wikileaks і свободи слова. Персонально відвідав Ассанжа в посольстві Еквадору в Лондоні у квітні 2013 року і прокоментував: «Я не думаю, що більшість людей в США розуміють, наскільки важливо Wikileaks і чому справа Джуліана Ассанжа потребує підтримки».
В червні 2013 року заявив про підтримку сержанта Челсі Меннінга, засудженого за військову і державну зраду.

## Стоун та Україна
Стоун — фігурант бази даних центру «Миротворець» як пособник російських окупантів.
У грудні 2014 року зробив заяву на підтримку російської версії про події в Україні, зобразив українську Революцію Гідності 2014 року як «змову ЦРУ». Колишнього президента України Віктора Януковича він назвав законним президентом, що був змушений покинути Україну через «добре озброєних, неонацистських радикалів».
Україна, на думку Олівера Стоуна, була однією з головних цілей ЦРУ з самого початку «холодної війни». В інтерв'ю програмі «Недільний час» Першого каналу російського телебачення він цілком серйозно розповідав про те, що з 1949 року США скидали над Україною з парашутом «українських дисидентів», щоб вони діяли проти Радянського Союзу.
На початку свого документального фільму «Нерозказана історія України» (2019) Олівер Стоун заявив: «Я нічого не знав про Україну, поки не поспілкувався з Путіним. І тоді я дізнався більше».

Після початку повномасштабного російського вторгнення закликав медіа не звинувачувати Росію, «бачити всю картину», а згодом, хоча й назвав вторгнення «помилкою», проте поклав вину на Україну і звинуватив її в агресії:
Нам потрібно думати, як Путін міг врятувати російськомовних жителів Донецька та Луганська? <...> можливо, Путіну слід було здати дві провінції, які не підлягають контролю, і запропонувати 1-3 мільйонам людей допомогу в переселенні до Росії. Світ міг би краще зрозуміти агресію українського уряду.
Після відступу російських військ із Бучі закликав не вірити у те, вони вчиняли воєнні злочини.

## Фільмографія

### Режисер
- 1974 — Захоплення / Seizure
- 1981 — Рука / The Hand
- 1986 — Сальвадор / Salvador
- 1986 — Взвод / Platoon
- 1987 — Волл-стріт / Wall Street
- 1988 — Радіорозмови / Talk Radio
- 1989 — Народжений четвертого липня / Born on the Fourth of July
- 1991 — The Doors / The Doors
- 1991 — Джон Ф. Кеннеді. Постріли в Далласі / JFK
- 1993 — Небеса і земля / Heaven & Earth
- 1994 — Природжені вбивці / Natural Born Killers
- 1995 — Ніксон / Nixon
- 1997 — Поворот / U-Turn
- 1999 — Щонеділі / Any Given Sunday
- 2003 — Команданте / Comandante (документальний)
- 2004 — В пошуках Фіделя / Looking for Fidel (документальний)
- 2004 — Олександр / Alexander
- 2006 — Всесвітній торговий центр / World Trade Center
- 2008 — Дабл ю / W.
- 2009 — На південь від кордону / South of the Border
- 2010 — Волл-стріт: гроші не сплять / Wall Street: Money Never Sleeps
- 2012 — Особливо небезпечні / Savages
- 2012 — Нерозказана історія США / The Untold History of the United States
- 2014 — «Мій друг Уго» / «Mi Amigo Hugo» (апологетика Уго Чавеса)
- 2016 — Україна у вогні / Ukraine on Fire
- 2016 — Сноуден / Snowden
- 2017 — Інтерв'ю з Путіним / The Putin Interviews

### Сценарист
- 1974 — Захоплення / Seizure
- 1978 — Опівнічний експрес / Midnight Express (адаптація)
- 1981 — Рука / The Hand (адаптація)
- 1982 — Конан-варвар / Conan the Barbarian (адаптація)
- 1983 — Лице зі шрамом / Scarface (адаптація)
- 1985 — Рік дракона / Year of the Dragon (адаптація)
- 1986 — 8 мільйонів способів померти / 8 Million Ways to Die (адаптація)
- 1986 — Сальвадор / Salvador
- 1986 — Взвод / Platoon
- 1987 — Волл-стріт / Wall Street
- 1988 — Радіорозмови / Talk Radio (адаптація)
- 1989 — Народжений четвертого липня / Born on the Fourth of July (адаптація)
- 1991 — The Doors / The Doors
- 1991 — Джон Ф. Кеннеді. Постріли в Далласі / JFK (адаптація)
- 1993 — Небеса і земля / Heaven & Earth (адаптація)
- 1994 — Природжені вбивці / Natural Born Killers (адаптація)
- 1995 — Ніксон / Nixon
- 1996 — Евіта / Evita (адаптація)
- 1999 — Щонеділі / Any Given Sunday (адаптація)
- 2003 — Команданте / Comandante (документальний)
- 2004 — В пошуках Фіделя / Looking for Fidel (документальний)
- 2004 — Олександр / Alexander
- 2017 — Інтерв'ю з Путіним / The Putin Interviews

## Премії та нагороди
- Володар трьох премій Оскар за роботи «Опівнічний експрес» (1978), «Взвод» (1986), та «Народжений четвертого липня» (1989).

## Родина
Син працює на російському пропагандистському каналі RT (Russia Today).